# Kňaží stôl (geomorfologická část)
Kňaží stôl  je geomorfologickou částí Zliechovskej hornatiny.  Nejvyšším vrcholem je 690 m n. m. vysoký Javorník. 

## Vymezení
Území zabírá jihozápadní část Zliechovské hornatiny, podcelku Strážovských vrchů, přibližně 8 km severně od města Bánovce nad Bebravou. Jižní a západní okraj navazuje na Bánovskou pahorkatinu (část Podunajské pahorkatiny). Severní okraj vymezuje Slatinská brázda s údolím Bebravou, východním směrem navazují Nitrické vrchy s částí Suchý a Kšinianska kotlina . 

## Ochrana území
Tato část pohoří není součástí Chráněné krajinné oblasti Strážovské vrchy, ale poměrně rozsáhlá oblast je zvlášť chráněna. Leží zde národní přírodní rezervace Bradlo, přírodní rezervace Kňaží stôl, Lutovský Drienovec, Smradľavý vrch a Udrina. 

## Turismus
Okrajová část Strážovských vrchů je vybavena sítí značených turistických stezek, vedoucích z okolních obcí.
- po  modré značce:
  - z obce Dubnička přes Trebichavské sedlo do Krásnej Vsi
  - ze Závady pod Čiernym vrchom na Kajtárové
  - ze Žitnej-Radiše k rozcestí Vozore
- po  zelené značce z Podlužian přes Trebichavské sedlo na Kajtárové [2]